# Racket
Racket (dawniej PLT Scheme) – język programowania, implementacja Scheme, który jest dialektem języka Lisp.